# 五女山城
五女山城（：／ Onyeosanseong）又称紇升骨城、卒本城，是高句丽民族文明的发祥地，高句丽（当时称为卒本扶余）第一个都城（公元前34年—公元3年）。高句丽开国君主朱蒙自東夫余避祸南逃，于公元前37年在卒本川建国称王。前34年，筑纥升骨城，作为王都。公元3年，高句丽迁都国内城。
学术界大都认为今辽宁省本溪市桓仁满族自治县境内的五女山城就是该山城的遗址。
五女山城位于桓仁满族自治县城东北8.5公里处浑江右岸的五女山上。山城平面呈不规则形，南北长约1540米，东西宽约350—550米，面积约60万平方米。发现东、南、西3门。山城分为山上、山下两个部分。山上部分位于五女山主峰顶部。五女山主峰在山腰突兀而起，四周崖壁如削，高逾百米，顶部却较为平坦，平面近椭圆形，长约600米，宽约110—200米，城内发现的遗迹绝大部分位于山上部分。山下部分位于主峰东北较为平缓的坡地之上，遗迹很少，主要是环围山城的城垣遗迹。 
五女山城城墙全长4754米，分为人工墙和天然墙两类，天然墙总长约4189米，人工墙总长565米。天然墙是利用陡峭悬崖或凸起的山脊作为屏障，无人工砌筑痕迹；人工墙即主要以石材构建的城墙，局部区段城墙内侧和顶部有培土的作法。山城城墙大部分为天然墙，仅在山下东部、南部山势平缓处，及山上局部自然山势有豁口处构筑人工墙。山城山下部分东墙北半部、北墙的全部均为天然墙；山下部分西墙除西门近周处有人工墙外，亦均为天然墙；山上部分只有位于峰顶东北侧，连通五女山东部山下部分与主峰的山谷处构筑有横断山谷的“东北谷一号墙”、“东北谷二号墙”为人工墙，余者皆为天然墙。
城内遗存除少量哨所遗迹外，均位于山上，共发现五期遗存，其中五女山三期文化、五女山四期文化遗存为高句丽时期遗存。五女山三期文化遗存均发现于山上西部，遗迹包括一号建筑址和少量半地穴房和灰坑，遗物主要为陶器，还有少量石器、铁器和铜钱。五女山四期文化在山上、山下均有发现，遗迹以山上二号建筑址、三号建筑址为代表，并发现较多带有烟道的半地穴式房址和灰坑，遗物多为陶器、铁器，石器数量很少，铁器中多为镞、甲片等武器。

## 外部連結
- 紇升骨城遺址照片 （页面存档备份，存于）